# Geogarypus elegans
Geogarypus elegans är en spindeldjursart som först beskrevs av With 1906.  Geogarypus elegans ingår i släktet Geogarypus och familjen Geogarypidae. Inga underarter finns listade i Catalogue of Life.